# Министерство обороны и поддержки Вооружённых сил Ирана
Министерство обороны и поддержки Вооружённых сил Исламской Республики Иран (перс. وزارت دفاع و پشتیبانی نیروهای مسلح جمهوری اسلامی ایران‎) — орган государственной власти, проводящий военную политику и осуществляющий государственное управление в области обороны Исламской Республики Иран.

## История
Министерство обороны и логистики Вооружённых сил создано 22 августа 1989 года и является правопреемником Министерства национальной обороны ИРИ, созданного в 1984 году на базе Военного министерства и Министерства Корпуса стражей исламской революции.

## Руководство
Министерство обороны и логистики Вооружённых сил возглавляет министр обороны и логистики Вооружённых сил, назначаемый на должность Меджлисом по представлению Президента Ирана.
С августа 2017 года министерство обороны возглавляет Амир Хатами, ранее — Хосейн Дехкан.

## Функции
Министерство обороны и логистики Вооружённых сил ИРИ осуществляет функции по управлению Вооружёнными силами Ирана, а также Корпусом стражей исламской революции, в частности, приведя последнюю под общее управление Министерства обороны за счёт снижения её институциональной автономии, отменив прежнее независимое министерство и подведя его командные структуры под новообразованное министерство.

## Подведомственные учреждения
- Географическое общество Вооружённых сил ИРИ
- Иранская самолётостроительная промышленная компания
- Научно-исследовательский институт оборонной промышленности
- Организация авиакосмической промышленности
- Организация авиационной промышленности
- Организация оборонной промышленности
- Организация электронной промышленности
- Организация «ИТКА»
- Организация военно-морской промышленности
- Социальная служба ВС ИРИ

## Подведомственные высшие учебные заведения
- Военно-воздушная инженерная академия имени Шахида Саттари
- Военно-морская академия имени Имама Хомейни
- Высший национальный оборонный университет Генерального штаба Вооружённых сил Исламской Республики Иран
- Командно-штабная академия Армии Исламской Республики Иран
- Медицинский университет Армии Исламской Республики Иран
- Офицерская академия имени Имама Али
- Университет имени имама Хусейна
- Технологический университет имени Малика Аштара

## Министры обороны

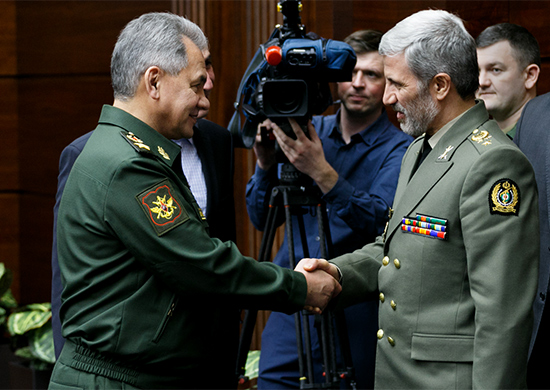
Встреча министра обороны Ирана Амира Хатами с министром обороны России
Сергеем Шойгу, 2018 год

- Акбар Торкан — бывший глава обороной промышленности (1989—1997)
- Али Шамхани — министр обороны ИРИ (1997—2005)
- Мостафа Мохаммад Наджар — министр обороны ИРИ (2005—2009)
- Ахмад Вахиди — министр обороны ИРИ (2009—2013)
- Хосейн Дехкан — министр обороны ИРИ (2013—2017)
- Амир Хатами — министр обороны ИРИ (2017—2021)
- Мохаммад-Реза Караи Аштиани — министр обороны ИРИ (с 2021)